# Cele șapte surori
Cele șapte surori este o expresie utilizată în mass-media pentru a desemna șapte mari corporații petroliere, care controlau extragerea și comercializarea petrolului din Orientul Mijlociu atât în perioada interbelică cât și o perioadă de după cel de-al Doilea Război Mondial.
Aceste șapte companii transnaționale ale cartelului „Consorțiul pentru Iran” au dominat industria petrolieră globală de la mijlocul anilor ’30 până la mijlocul anilor ’70. Făcând referire la cele șapte surori mitologice Pleiade, utilizarea acestei denumiri a fost popularizată în anii '50 de către omul de afaceri Enrico Mattei⁠(d), șeful companiei petroliere de stat italiene Eni.

## Componența
Grupul celor șapte companii petroliere era format din:
- Anglo-Iranian Oil Company⁠(d) (denumită inițial Anglo-Persian Oil Company; din 1954 BP)
- Royal Dutch Shell
- Standard Oil Company of California (SOCAL, ulterior parte a companiei Chevron)
- Gulf Oil (fuzionată în 1984 cu Chevron)
- Texaco⁠(d) (fuzionată în 2001 cu Chevron)
- Standard Oil Company of New Jersey (mai târziu Esso⁠(d), în prezent parte a ExxonMobil)
- Standard Oil Company of New York (sau Socony, din 1963 Mobil⁠(d), în prezent parte a ExxonMobil)

## Începuturile
Pe 28 august 1928, la Achnacarry Castle⁠(d) din Scoția, a avut loc o primă întâlnire secretă a delegaților unora dintre cele mai bogate și influente companii petroliere din acea vreme. La întâlnire au participat olandezul Henry Deterding, poreclit „Napoleon al petrolului”, reprezentând compania Royal Dutch Shell, americanul Walter C. Teagle, din partea trustului Standard Oil Company și englezul Sir John Cadman, director al Anglo-Persian Oil Company.
În perioada interbelică „setea de petrol” crescuse foarte mult și companiile implicate în extragerea și prelucrarea țițeiului, precum și în comercializarea produselor petroliere, intraseră într-o concurență acerbă, însă această concurența făcea piața instabilă. La acea întâlnire secretă din 28 august 1928, cei trei reprezentanți au decis că este cazul să înceteze lupta dintre companiile lor și să-și împartă piața produselor petroliere și zonele de influență. În viziunea lor, zonele de producție, costurile de transport și prețurile de vânzare trebuiau să fie stabilite de comun acord. Acesta a fost începutul unui cartel gigant, al cărui scop era să domine întreaga lume prin controlul petrolului. Alte patru mari companii petroliere (Gulf Oil, Texaco⁠(d), Standard Oil Company of New Jersey și Standard Oil Company of New York) s-au alăturat în curând cartelului, care a ajuns să fie cunoscut sub numele de „Cele șapte surori”.

## Activitatea
Elementele esențiale care stăteau la bază înțelegerii dintre „Cele șapte surori”, privind piața mondială a petrolului, erau:
- Stabilirea unui preț de bază unitar pentru toți participanții acestui cartel, în vederea eliminării luptelor de concurență păguboase și a degradării prețurilor;
- Fixarea unui „status quo” al influenței asupra țărilor producătoare de petrol, iar în privința zonelor din Orientul Mijlociu chiar prin tragerea pe hartă a unei linii roșii de marcaj în jurul acestora;
- Limitarea relațiilor și măsuri de protecție împotriva tuturor celor ce ar fi încercat să penetreze acordul încheiat sau să se amestece în alt mod în această afacere.

Unele state (SUA, Marea Britanie, Olanda și, ulterior, Franța și Italia) au sprijinit acțiunile cartelului atât timp cât acesta asigura suficient petrol pentru a susține creșterea economică anuală de 4% a lumii occidentale la prețuri relativ constante, în condițiile în care prețurile tuturor celorlalte produse creșteau încontinuu.
Timp de decenii, aceste companii au deținut o putere specială, atât față de țările producătoare de petrol, cât și față de cele consumatoare. Vasta lor experiență în domeniu, depășea forța și abilitatea unor guverene naționale. Flotele lor de petroliere aveau un deplasament mai mare decât multe dintre flotele naționale. Cele șapte surori aveau în posesie sau administrau orașe întregi, unele construite în plin deșert. Ocupându-se de afacerile cu petrol de atâția ani, deveniseră aproape independente de legile economice ale aprovizionării cu bunuri materiale și de fluctuațiile bursiere, prin vânzarea petrolului și a derivatelor acestuia de la un subsidiar la altul. Între 1958 și 1973, „Cele șapte surori” au realizat venituri nete evaluate la 60 miliarde de dolari.
Înainte de criza petrolului din 1973, „Cele șapte surori” reușiseră să controleze aproximativ 85% din rezervele petroliere din lume.

## Destrămarea
Folosind influențele politice și fiind bine organizate și capabile să negocieze în mod coerent ca un cartel, „Cele șapte surori” au fost multă vreme capabile să exercite o putere considerabilă asupra producătorilor de petrol din „Lumea a treia”. Era inevitabil însă ca activitatea „celor șapte surori”, care se sustrăgea în mare parte controlului guvernamental din domeniul fiscal, monetar și comercial, să lezeze profund exercitarea dreptului fiecărui stat independent de a dispune integral de resursele sale economice, în cazul de față resursele petroliere. Cele șapte mari companii petroliere au intrat în opoziție cu punerea în valoare în beneficiul național a potențialului material și uman al țărilor deținătoare de resurse petroliere.
În ultimele decenii ale secolului al XX-lea, dominația celor șapte surori și ale companiilor lor succesoare a scăzut, fiind provocată de următoarele tendințe: 
- influența crescândă a organizației internaționale OPEC (înființată la 14 septembrie 1960[9] și extinsă constant până în 1975);
- ponderea în scădere a rezervelor mondiale de petrol și gaze deținute de țările OCDE;
- apariția unor companii petroliere de stat puternice în economiile de piață emergente.

Potrivit firmei de consultanță PFC Energy, până în 2012 doar 7% din rezervele de petrol cunoscute din lume se aflau în țări care permiteau companiilor internaționale private să acționeze liber în ceea ce privește prețurile, în timp ce 65% din aceste rezerve se găseau în administrarea companiilor de stat.
Începând cu 2017, companiile supraviețuitoare dintre „cele șapte surori” sunt BP, Chevron, ExxonMobil și Royal Dutch Shell, care sunt cei patru membri ai noului grup „supermajors”.

## Vezi și
- Organizația Țărilor Exportatoare de Petrol
- Oligopol

## Legături externe
- https://romanialibera.ro/special/documentare/cine-hotaraste-pretul-petrolului---37181
- https://www.zf.ro/business-international/noile-quot-sapte-surori-quot-in-domeniul-petrolului-si-gazelor-3040489